# Friedrich Haase (Schauspieler)

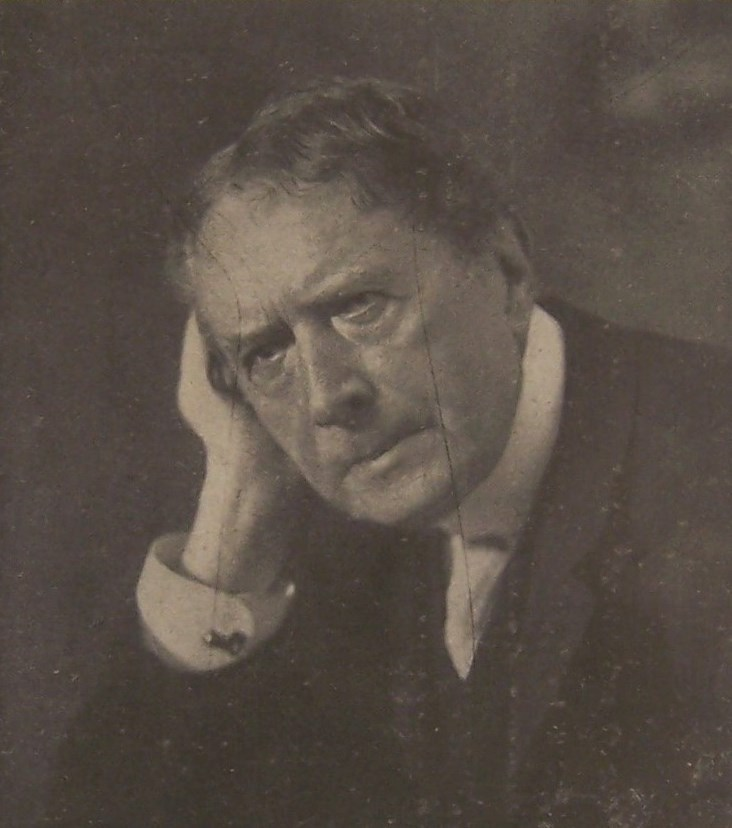
Friedrich Haase, ca. 1910

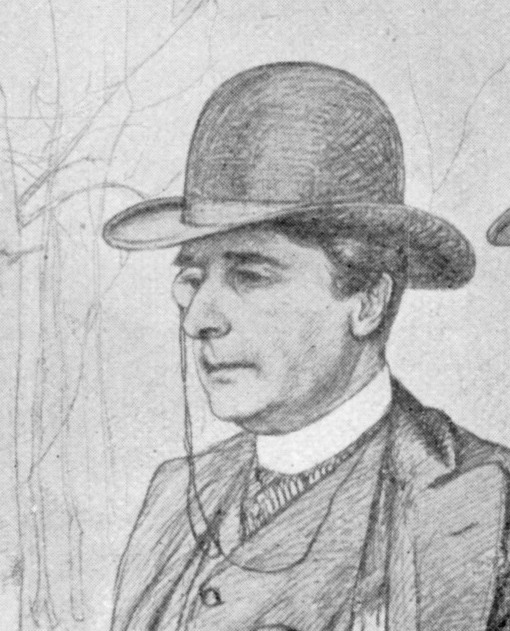
Friedrich Haase (1887, gezeichnet von C.W.Allers)

Friedrich Ludwig Heinrich Haase (* 1. November 1825 in Berlin; † 17. März 1911 ebenda) war ein deutscher Theaterschauspieler, -regisseur und -direktor. Seit 1878 war er vierter Träger des Iffland-Ringes.

## Leben
Sein Vater war der erste Kammerdiener Friedrich Wilhelms IV., und als Patenkind des Königs genoss er eine sehr sorgfältige Erziehung. Der König empfahl den zur Bühne strebenden jungen Mann an Ludwig Tieck, und in Tiecks Salon legte Haase seine erste Talentprobe ab, indem er Goethes Erlkönig deklamierte. Sein einziger Mitschüler war Emil Bürde. Nach zwei Jahren Ausbildung unter Tiecks Leitung trat er mehrmals im Liebhabertheater Urania in Berlin auf und erhielt sein erstes Engagement ab 14. Januar 1846 bis 1847 in Weimar. Er debütierte am ersten Abend in Der arme Poet und Der Hofmeister in tausend Aengsten.
Bereits 1848 trat er am Theater in Potsdam auf. Nach einem daraufhin vom König gewünschten Gastspiel 1849 in Berlin (damaliger Intendant: Karl Theodor von Küstner) in den Stücken Das Blatt hat sich gewendet („Amtsrath Poll“), Kabale und Liebe („Wurm“), Dr. Wespe („Adam“) und Der galante Abbé („Claudius“) erhielt er ein Engagement in Prag (März 1850 bis April 1852), wechselte dann zu Eduard Devrient in Karlsruhe (1852–1853), nach München zu Franz von Dingelstedt (1853–1855), nach Frankfurt am Main (1856–1858), nach Petersburg (1860–1864) und leitete dann das Hoftheater in Coburg (1867–1868).
Von 1869 bis 1870 war er am Königlichen Schauspielhaus in Berlin, anschließend arbeitete er von 1870 bis 1876 als Theaterleiter des Stadttheaters in Leipzig. Danach arbeitete er erneut nur gastierend.
Bereits im März 1869 gastierte er in den USA in New York und erneut von Oktober 1881 bis Mai 1882 spielte er auf sämtlichen nordamerikanischen Bühnen an hundert Abenden.
Von Herbst 1883 bis Frühjahr 1884 war er als Gesellschafter an der Gründung des Deutschen Theaters in der Schumannstraße in Berlin beteiligt.
1878 wurde er von König Albert von Sachsen zum Ehrenmitglied des Königlichen Hoftheaters ernannt, mit der Verpflichtung, in jedem Jahr an zehn Abenden gegen ein festes Honorar aufzutreten. Im selben Jahr wurde er auch Ehrenmitglied des Schillervereins.
Insgesamt spielte er als Gast auf 95 deutschsprachigen Bühnen (Deutschland 68, Österreich 7, Holland 2, Russland 4, Schweiz 4 und USA 10). Von fast allen deutschen Monarchen wurde er mit Orden ausgezeichnet. Er besaß drei Komturen erster und zweiter Ordnung, sieben Ritterkreuze erster Abteilung, fünf goldene Medaillen für Kuns und Wissenschaft und „Dem Verdienst“ etc. Friedrich Haase war von 1878 bis zu seinem Tod vierter Träger des Iffland-Ringes. Der Mythos um den Ring geht teilweise auf ihn zurück. 1890 wurde ihm für seine Leistungen vom Ministerium des königlichen Hauses Sachsen die bürgerliche goldene Medaille Bene merentibus verliehen.
Haase war zweimal verheiratet. 1858 heiratete er die Opernsängerin Elise Capitain, doch wurde diese Ehe bald getrennt. Seine zweite Frau war die Schauspielerin Elise Schönhoff (1838–1911).
Die Haasestraße in Berlin-Friedrichshain, die die Revaler Straße und die Simplonstraße verbindet, ist nach ihm benannt.

## Tod und Grabstätte

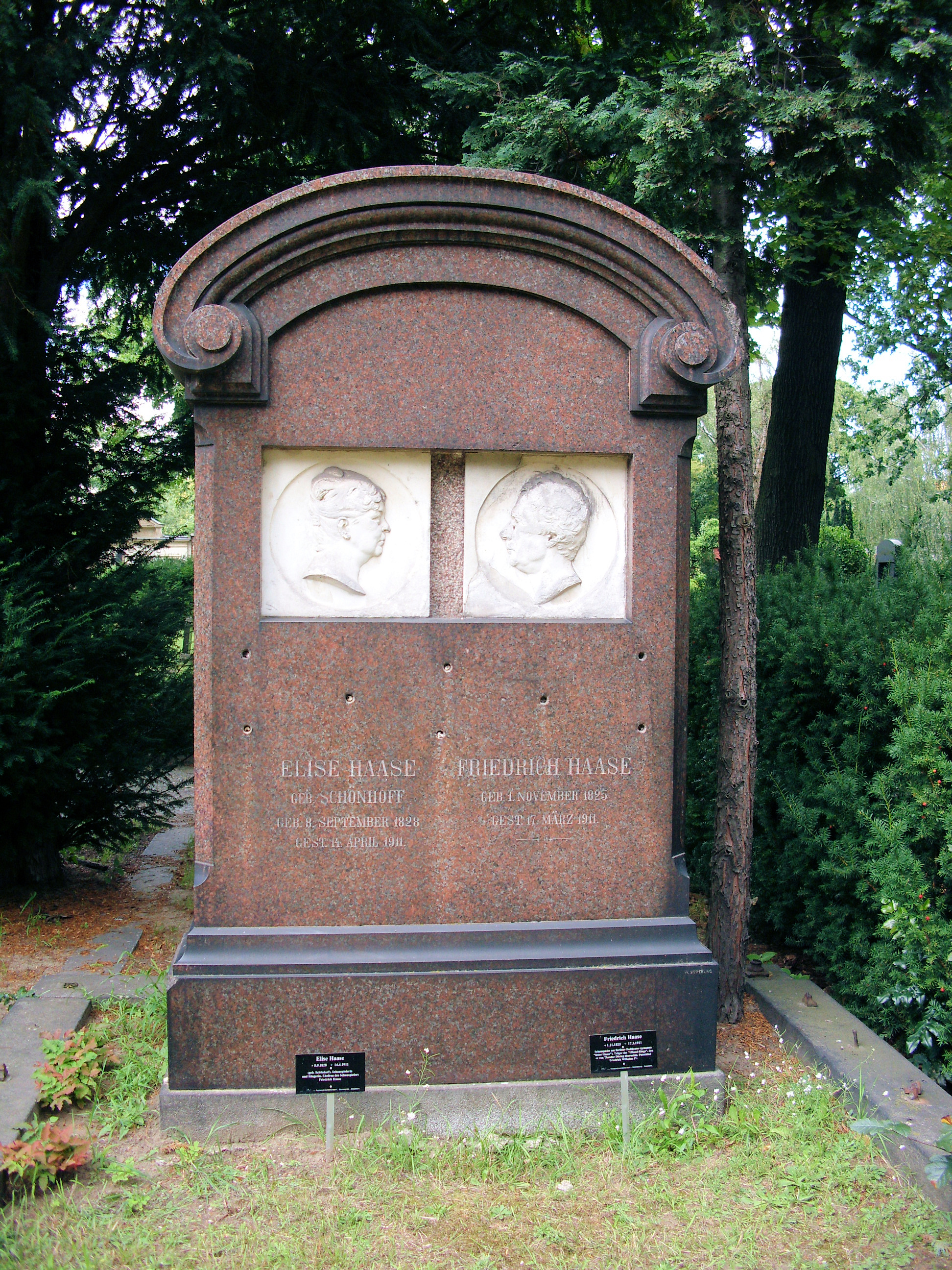
Grab des Ehepaars Haase in Berlin-Kreuzberg

Trotz verschiedener Beschwerden bis ins hohe Alter sehr rüstig, starb Friedrich Haase nach kurzer Krankheit am 17. März 1911 im Alter von 85 Jahren in Berlin. Einige Monate nach einer Operation hatte sich plötzlich ein Fieber eingestellt, welches ihn entkräftete, was innerhalb einer Woche zum Tode führte. Die Beisetzung, an der unter anderen Rudolf Mosse und Georg von Hülsen-Haeseler teilnahmen, fand am 21. März auf dem Friedhof III der Jerusalems- und Neuen Kirche vor dem Halleschen Tor statt. Bei der Trauerfeier, geleitet von Theodor Krummacher, würdigte Max Grube „in zündender, von Begeisterung getragener Rede“ des Toten Verdienste. Die Witwe Elise Haase geb. Schönhoff, seit längerem herzleidend, starb nur vier Wochen später und wurde am Ostermontag, dem 17. April 1911, an der Seite ihres Gatten bestattet.
Das Grabdenkmal Haase ist eine hohe Stele aus rotem Granit mit Rundbogen. An der Vorderseite sind zwei „hervorragend gearbeitete“ Marmorreliefs eingelassen, die das Ehepaar im Profil und einander zugewandt zeigen. Das Porträt Friedrich Haases stammt von Rudolf Dietelbach, das Elise Haases von Richard Anders. Das Grabdenkmal wurde in den 1980er-Jahren restauriert.

## Porträtmedaille
- 1905, Bronzemedaille, 55 mm, Medailleur: Max Klein. Vorderseite: Kopfbildnis nach links, ohne Schrift. Rückseite: Zwischen zwei unten gekreuzten Lorbeerzweigen 6 Zeilen Text: DEM / ALTMEISTER / FRIEDRICH HAASE / ZUM 80. GEBURTSTAGE / 1. NOV. 1905 / SEINE KUNSTGENOSSEN. Literatur: Sammlung Marienburg Nr. 10760.

## Werke
- Ungeschminkte Briefe. Heinrich Minden, Dresden / Leipzig 1883.
- Was ich erlebte 1846–1896. Verlag von Rich. Bong. Berlin [1897]. Digitalisierung: Berlin, Zentral- und Landesbibliothek Berlin, 2022. URN urn:nbn:de:kobv:109-1-15451098